# Sport v Týně nad Vltavou
Sportovní vyžití má v Týně nad Vltavou více než 150 letou historii. Patří k nedílné součásti společenského života města a mělo a má odraz i v kulturním vyžití obyvatel, neboť sportovní spolky často organizovaly i kulturní a společenské akce. Přítomnost řeky Vltavy umožňuje provozovat i různé vodní sporty. Sportovní hala, otevřená v roce 2001, významně doplňuje možnosti sportování obyvatel. První sportovní organizací ve městě byl Sokol.

## Historie
Dějiny sportovních aktivit v Týně nad Vltavou, jak je chápeme dnes, začíná ve druhé polovině 19. století. Její hybnou pákou byl především Sokol, který vznikl v době politicko-společenského uvolnění po vzniku Rakousko-Uherska. Pro Čechy představoval nejen možnost věnovat se cvičení, sportu, ale byl i výrazem národního uvědomění. V prvorepublikovém období byla nositelem sportu v Týně nad Vltavou především jednota Sokol, založená r. 1891, k níž se v r. 1921 přidružil také Sportovní klub Olympie. Po rozvoji sportu v Týně nad Vltavou v letech 1922 do roku 1939 nastalo období výrazného poklesu zájmu o sport z pochopitelných společenských i ekonomických důvodů. Období 2. světové války zastavilo činnost Sokola a SK Olympie rovněž skomírala.
Poválečný vývoj byl ovlivněn nuceným sjednocením československé tělovýchovy. Postupně se název jednoty ustálil na TJ Jiskra Týn nad Vltavou. Nejsilnější tradici mají dodnes například kanoisté a fotbalisté, zastoupeny jsou ale i další druhy sportu – volejbal, basketbal, judo a další, které se většinou v devadesátých letech osamostatnily; samozřejmostí jsou i neorganizované sportovní aktivity, kterých město nabízí dostatek – cyklostezka, U rampa, hřiště na plážový volejbal atd.

### Sokol
Sokol ve městě vznikl v roce 1886, první tělocvična vznikla v roce 1896. O deset později vzniká i ženská část Sokola, což je považováno za významný mezník v činnosti organizace.

#### Výstavba sokolovny

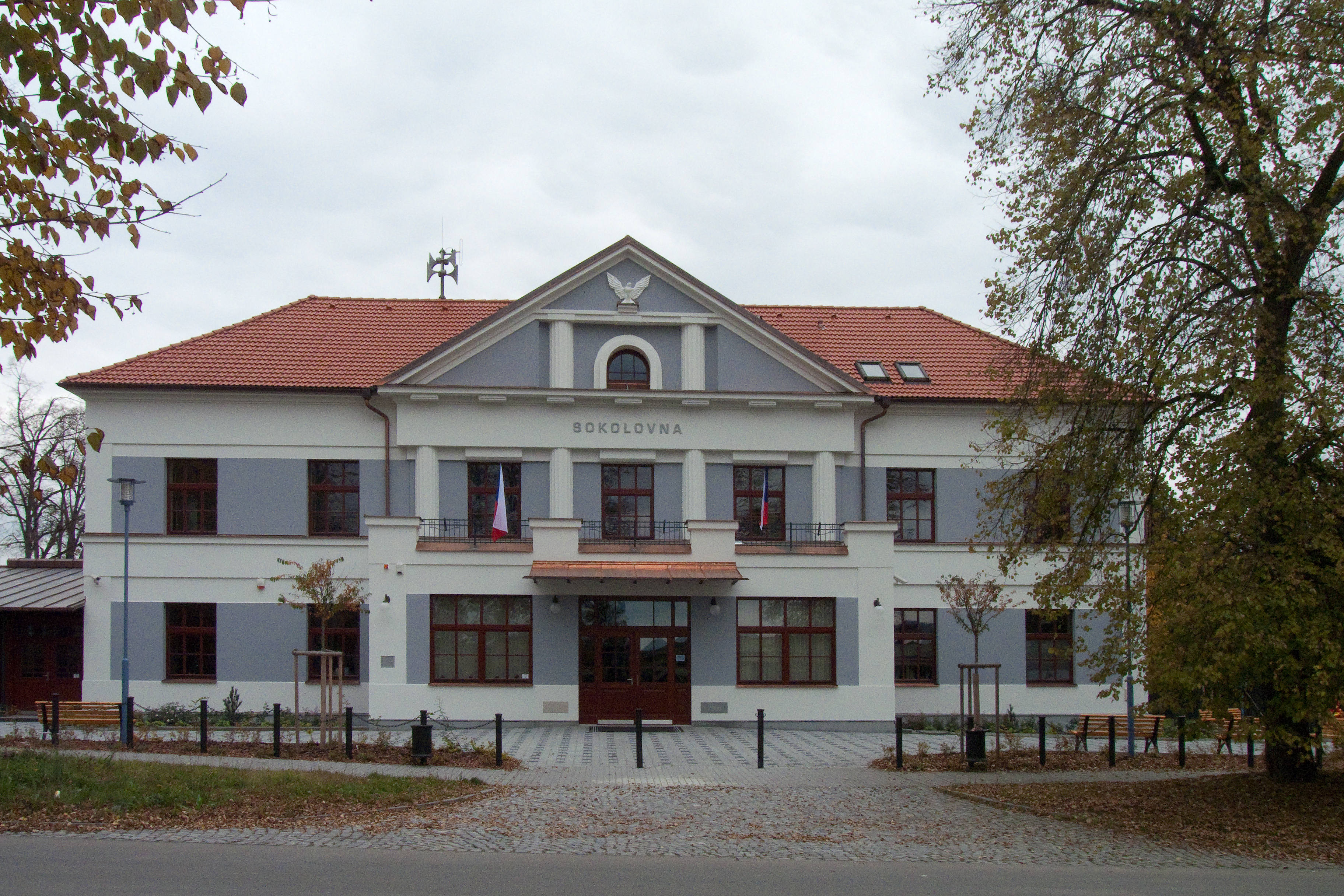
Týnská sokolovna (říjen 2008)

Pro činnost Sokola byla velmi často výstavba tělocvičny,[ujasnit] která dovolovala cvičit i v době nepříznivých povětrnostních podmínek. U každé sokolovny byla i restaurace, která znamenala pro spolek vítaný a hlavně nezbytný ekonomický přínos. Vedle restaurace byla v Týně nad Vltavou vybudován i sál a divadlo. Snaha o vybudování objektu pro provozování kultury a sportu v Týně nad Vltavou pod názvem Sokolovna má již stoletou historii. V roce 1909 byl v Týně založen Odbor pro stavbu Sokolovny. Veškeré úsilí však přerušila 1. světová válka. V roce 1924 rozhodla valná hromada TJ Sokol o zřízení samostatné budovy. Pro tento účel byla zakoupena část panské zahrady za zámkem a založeno Družstvo pro postavení Sokolovny. Autorem projektu Sokolovny se stal týnský architekt a stavitel Jaroslav Dušek se synem Janem. V neděli 24. května 1925 byl slavnostně položen základní kámen. Stavba byla dokončena v rekordním čase. Restaurace zahájila provoz 27. října téhož roku, 28. října tělocvična a 28. listopadu sál a divadlo. Slavnostní otevření a předání veřejnosti se konalo 29. listopadu 1925. Toto sportoviště se stalo i centrem společenského a kulturního života ve městě. Kromě tělocvičny patřil do sportovního areálu i hřiště na tenis a fotbal i stůl na stolní tenis.
Po meziválečném rozmachu došlo po roce 1948 k utlumení aktivit a také údržbě sokolovny nebyla věnována žádoucí pozornost. Po více než osmi desetiletích, 22. srpna 2006, přistoupilo město k rozsáhlé rekonstrukci budovy. Autorem architektonického návrhu je Ing. arch. Jiří Kobera. Celá rekonstrukce byla ukončena po několika etapách 30. června 2009. Sportovní sál zahájil provoz 1. ledna 2008, kino 4. září 2009, a restaurace s vinárnou po vybavení interiéru začátkem října 2009. Dnes přepychově opravená Sokolovna v Týně nad Vltavou slouží jako Městský dům kultury Sokolovna, Městské centrum kultury a vzdělávání.

### SK Olympie
Fotbalový klub Olympie vznikl v roce 1921 a patří mezi nejstarší fotbalové kluby v jižních Čechách. První roky fungování klubu byly natolik složité, že dokonce na krátkou dobu musela být činnost klubu přerušena. Naštěstí se v roce 1930 objevila nová vlna fotbalových nadšenců a klub obnovil činnost.
V době druhé světové války klub pouze živořil. Několik členů klubu bylo uvězněno v koncentračních táborech. Pro malý zájem a nechuť věnovat se sportu byla činnost prakticky zastavena.
Po skončení války byla aktivita klubu ihned obnovena. Složité období začalo po roce 1948. V té době došlo ke sjednocování československé tělesné výchovy a sportu. V této době klub často měnil název – od Sokolu Olympia, přes Sokol Jitex a Slavoj až na TJ Jiskra. V roce 1960 TJ Jiskra poprvé v historii klubu zaregistrovala do oficiální soutěže družstvo žáků. Svou finanční situaci si klub vylepšoval pořádáním společenských akcí. I ve složité době klub uskutečnil několik zápasů proti zahraničním klubům, například z Rakouska, Německa, Anglie, Itálie či Dánska.
Moderní dějiny fotbalu v Týně nad Vltavou se píší od roku 1990. Fotbalisté se osamostatnili od TJ Jiskry a vytvořili současný FK Olympie Týn nad Vltavou. I díky této změně se zvýšila sportovní úroveň a tým postoupil do krajského přeboru. Vyšší prestiž klubu přilákala generálního sponzora ČEZ-JETE. V současnosti se k podpoře klubu přidaly i místní firmy a podnikatelé.

## Současnost

### Sportovní hala
Sportovní hala, jejíž stavba začala v roce 1988, byla dostavěna v roce 2001. Malý sál je vhodný pro různá cvičení, stolní tenis atd. Rozměry 16 m x 10 m. Velký sál slouží pro florbal, basketbal, házená, volejbal, fotbal, badminton, modelářské soutěže, sportovní tanec, tenis. Rozměry 35 m x 20 m. Ve Velké hale byl jako podklad použit odpružený povrch LOBADUR. Dále jsou v hale i 2 kurty pro squash a šatny.

### Plovárna
Areál městské plovárny na levém břehu Vltavy v bezprostřední blízkosti historického centra města  se skládá z víceúčelového bazénu, který je rozdělen na tři části. Plaveckou část nabízí skokanské bloky a 3 plavecké dráhy V dětské části jsou umístěny atrakce – vodní ježek, vodní zvon, stříkací zvířátko a skluzavka. V relaxační části jsou návštěvníkům k dispozici stěnové masážní trysky, vodní chrliče, vzduchová masážní lehátka, dnové perličky, trubková lavice, vodní číše, houpací bazén, šplhací síť, tobogán, skluzavky: široká, trioslide a kamikaze. Veřejnosti slouží místnost první pomoci, sprchy, šatny a WC. Celý areál s vyhřívanou vodou je bezbarierový a má travnaté odpočinkové plochy včetně dřevěných lehátek. Veřejnosti je k dispozici venkovní občerstvení s posezením.

### Vodní sporty
Po první světové válce došlo k rozvoji vodních sportů včetně kanoistiky také v Týně nad Vltavou. Mezi významné fenomény na Vltavotýnsku, spojené s řekou Vltavou, náleží i vodní sporty a závodní kanoistika[v]. Řeka Vltava byla od nepaměti živou tepnou, kterou brázdily malé i velké lodě a loďky. Místní loďařské firmy vyráběly pramice, šífy, lodě, prámy, hausbóty, maňasy a jiné lodě různých velikostí. Rozvoj vodní turistiky a pořádání kratších výletů s tábořením byly jedním ze základů vodních sportů v Týně. Pozitivně ovlivnilo rozvoj vodních sportů i pořádání od roku 1922 ve své době slavných závodů České Budějovice – Praha.
Po skončení 2. světové války založil Leopold Sekera v Týně Junácké středisko, jehož součástí byl od roku 1946 oddíl vodních skautů. Ti provozovali vodní turistiku a táboření. Samotný kanoistický oddíl byl v Týně založen roku 1949 při místním Sokole.
Jednou z priorit nově založeného oddílu bylo zajištění loděnice. V roce 1950 se pro tyto účely podařilo získat bývalou farní stodolu na pravém břehu Vltavy, která po nákladné rekonstrukci a úpravách byla slavnostně otevřena roku 1953. Tato nová loděnice týnských kanoistů byla pojmenována Felixova, podle legendy československé kanoistky, Josefa Brzáka-Felixe. V průběhu 50. let 20. století, kdy došlo k velké reorganizaci tehdejší československé tělovýchovy, byl oddíl týnských kanoistů činný pod hlavičkou TJ Jiskra. Počátkem 60. let 20. století v důsledku rozsáhlých demolic vltavotýnské zástavby na březích Vltavy, spojených s výstavbou vodního díla Orlík, přišli týnští kanoisté o loděnici. Ta byla v rámci těchto demolic zbourána.
Po složitých jednáních nové loděnice na levém břehu Vltavy na Malé Straně. Koncem 80. let 20. století se díky úpravě břehů řeky podařilo vytvořit na Vltavotýnsku trať vhodnou pro mezinárodní závody. Navíc stálost vodní plochy, zajištěná vodními díly Hněvkovice a Kořensko, umožnila využívat řeku Vltavu v Týně i pro další disciplínu – kanoistický maraton.
Významnou kapitolou činnosti klubu je pravidelné pořádání závodů. V roce 1997 se v Týně konalo Mistrovství ČR v rychlostní kanoistice. V roce 1998 se v Týně konal, za účasti závodníků ze 17 států, Světový pohár v kanoistickém maratonu. Pro svou dobrou organizaci se konal i v roce 1999.
Katastrofální povodně v roce 2002 dramaticky poškodily loděnici a další zařízení klubu. Přesto se v roce 2008 podařilo kanoistický maraton znovu zorganizovat. To významně pomohlo zvýšit povědomost kanoistické veřejnosti o Kanoistickém klubu Jiskra Týn nad Vltavou. V současnosti připravuje klub výstavbu nové loděnice.

### Stolní tenis
Historie založení stolního tenisu začíná v r. 1921. Ale až do roku 1955 v Týně nad Vltavou nebyl tento sport organizován. Živelně byly pořádány jen místní turnaje. Od toho roku se začali členové oddílu  pravidelně zúčastňovat soutěží. V roce 1977 byla svépomocí oddílu z prostředků TJ Jiskra postavena herna na Malé Straně v prostoru hokejového hřiště. V současnosti se oddíl věnuje především tréninku dětí a mládeže.  

### Florbal
První zápasy ve florbalu se uskutečnily mezi základními školami a víceletým Gymnáziem v Týně nad Vltavou v roce 2006. Již v dalším školním roce se florbal stává součástí Vltavotýnské ligy, kde soutěžily základní školy z Vltavotýnska v různých sportovních disciplínách. V současnosti ženy a žákyně hrají v naší hale 1. ligu, 2. ligu a ligu starších žákyň.

### Basketbal
V roce 1988 začíná pravidelně fungovat v Týně nad Vltavou sportovní kroužek basketbalu při Městském domě dětí a mládeže pod vedením trenéra Jaroslava Holuba. Ve své činnosti pokračuje i dnes.